# 美麗緣未了
《美麗緣未了》（法語：Un long dimanche de fiançailles），2004年的法美合製愛情戰爭片，由尚-彼亞·桑里執導，奧黛莉·朵杜、加斯帕德·尤利爾、茱迪·科士打及瑪莉安·歌迪雅等主演。
電影內容改編自塞巴斯廷·賈畢索的同名小說，以一戰期間的法國為背景，描述一名女子在得到未婚夫可能已陣亡的訊息後，排除萬難去找出真相的故事。

## 劇情
1919年，第一次世界大戰結束後的第一年，瑪蒂德正值19歲。兩年前，她的未婚夫馬涅克被徵召到前線去作戰。如同其他無數的陣亡將士一樣，官方紀錄顯示馬涅克已經在一次戰鬥中為國捐驅。然而，瑪蒂德拒絕相信這個悲哀的消息，若是馬涅克的生命已經消逝，她一定會有預感。瑪蒂德選擇順從自己的直覺，希望這份直覺能引導她找回她的愛人。
這時一位退休的中士，試著告訴瑪蒂德真相。其實馬涅克是因為想要提早退役回來與她相聚而故意自殘，與其他四個犯下同樣罪行的士兵被判處死刑。他們五個人被除去武裝，丟置在炮火最猛烈的戰場中央，任其自生自滅，沒有食物與武裝的他們，成了兩軍火力交戰下的犧牲品。
即使證據如此明確，瑪蒂德還是拒絕放棄尋找愛人的下落。憑著勇氣與決心，她運用無比的想像力來推動自己的搜尋行動。無畏突如其來的困境、也不放棄任何微薄的希望，她一點一點地收集所有攸關馬涅克命運的真相，以及當天曾與馬涅克共生死的夥伴們下落。
瑪蒂德無所畏懼－對反抗命運的人來說，沒有什麼事是不可能的。

## 演員
| 演員                                  | 角色                                            | 備註 |
| 柯德莉·塔圖 Audrey Tautou             | 瑪蒂德 Mathilde Donnay                          | 女主角，一直認為未婚夫並未死在戰場中 |
| 加斯帕德·尤利爾 Gaspard Ulliel        | 馬涅克·蘭格 Manech Langonnet                    | 男主角，五名被處死刑的軍人之一，戰前是燈塔看守人，與女主角是青梅竹馬關係，兩人互許終身不久後被徵召入伍                                                               |
| Dominique Bettenfeld                  | 安奇·巴辛諾 Angel Bassignano                    | 五名被處死刑的軍人之一，戰前是皮條客、丁娜的男友，因畏懼即將發起的進攻，與他人共謀把對方弄殘以取得傷退的資格而被判刑                                                 |
| 瑪莉詠·柯蒂亞 Marion Cotillard        | 丁娜·隆帕迪 Tina Lombardi                       | 妓女，安奇的女友，與瑪蒂德相同不相信自己男友已死於戰場 |
| Clovis Cornillac                      | 班諾瓦·諾特丹 Benoît Notre-Dame                 | 五名被處死刑的軍人之一，戰前是農夫，瑪蒂德稱為五人中最凶狠的一位，曾經徒手殺死陷入PTSD而失控的軍官，因受夠戰場以步槍自殘右手而被判刑                                 |
| Jérôme Kircher                        | 克萊·巴士多 Kléber "Bastoche" Bouquet           | 五名被處死刑的軍人之一，戰前是一名手藝優秀的木匠，與歌德是好友關係。在戰壕睡覺時想以手槍握把打老鼠而不小心手槍走火造成兩指斷裂，被軍事法庭認為是意圖自殘逃兵而被判刑 |
| 德尼斯·拉文特 Denis Lavant            | 法蘭斯·蓋那 Francis "Six-Sous" Gaignard         | 五名被處死刑的軍人之一，戰前是鐵路電焊工，在軍中不斷宣揚主張戰爭是讓窮人們去死有錢人賺錢的行為。目睹一個年輕德國士兵被刺殺的情景後，以手摸過熱的機槍管自殘而遭判刑   |
| André Dussollier                      | 胡皮耶 Pierre-Marie Rouvières                   | 瑪蒂德父母的律師，也是瑪蒂德的遺產管理人 |
| Chantal Neuwirth                      | 貝蒂 Bénédicte                                  | 瑪蒂德的阿姨 |
| Dominique Pinon                       | 席凡 Sylvain                                    | 瑪蒂德的叔叔 |
| Ticky Holgado                         | 刁杰曼 Germain Pire                             | 私家偵探，外號「史上最屌包打聽」 |
| 尚-皮耶·達胡桑 Jean-Pierre Darroussin | 班傑明·歌德 Corporal Benjamin "Biscotte" Gordes | 下士，巴士多的好友 |
| 茱蒂·福斯特 Jodie Foster              | 艾洛蒂·歌德 Élodie Gordes                       | 歌德的妻子 |
| Julie Depardieu                       | 薇若妮卡 Véronique Passavant                    | 巴士多的女友 |
| Jean-Claude Dreyfus                   | 法蘭索瓦·拉胡葉 Major François Lavrouye         | 少校，視人命如草芥，將五名死囚的特赦令撕毀 |
| 傑奇·卡尤 Tchéky Karyo                | 埃廷涅·法福葉 Captain Etienne Favourier         | 上尉，"黃昏賓果"戰壕的指揮官，戰前是歷史系教授，陣亡於"黃昏賓果"戰壕                                                                                                 |
| Jean-Pierre Becker                    | 丹尼爾·艾斯貝 Sergeant Daniel Esperanza         | 中士，負責押解五名死刑犯到"黃昏賓果"戰壕，後因西班牙流感後送醫院 |
| Jean-Paul Rouve                       | 信差                                            | |
| Michel Vuillermoz                     | 路易 P'tit Louis                                | |
| Albert Dupontel                       | 塞斯登·透施 Célestin Poux                       | 被同袍稱為"廚房海盜"、"法軍士兵的守護神"的食勤兵，善於烹飪。能夠在惡劣環境的戰壕中，生出熱巧克力和塗上蜂蜜的麵包給馬涅克充饑。                                       |
| Bouli Lanners                         | 約伯·夏德勒 Corporal Urbain Chardolot           | "黃昏賓果"戰壕的下士，因失明而後送醫院時與艾斯貝相遇時告知五人的命運                                                                                                 |
| Philippe Duquesne                     | 法瓦 Staff Sergeant Favart                      | 上士，早上負責點名確認死刑犯們是否還活著 |
| Stéphane Butet                        | Julien Phillipot                                | 醫護兵 |
| François Levantal                     | 杜維涅 Gaston Thouvenel                         | 狂熱愛國份子，被士兵稱為冷血殺手的神射手 |
| Thierry Gibault                       | Lieutenant Benoît Etrangin                      | 中尉，"黃昏賓果"戰壕的副指揮官，戰前是保險經紀人，陣亡於"黃昏賓果"戰壕                                                                                               |
| Jean-Philippe Bèche                   | 喬治 Georges Cornu                              | 瑪蒂德的按摩師 |

## 外部連結
- （法文）官方网站
- 互联网电影数据库（IMDb）上《美麗緣未了》的资料（英文）
- AllMovie上《美麗緣未了》的资料（英文）
- 爛番茄上《美麗緣未了》的資料（英文）
- Metacritic上《美麗緣未了》的資料（英文）
- Box Office Mojo上《美麗緣未了》的資料（英文）